# Hód-tavi csata
A hód-tavi csatát 1282 márciusában vagy májusában vívta IV. László király korábbi szövetségeseivel, a fellázadt kunokkal. A küzdelem a király győzelmével végződött. A csata pontos helye nem ismert, de valószínűleg Hódmezővásárhely mellett, egy ma már nem létező, és holdsarló alakjáról Hód-tónak nevezett helyen lehetett.

## Előzményei
Az anyai ágon kun származású IV. László, akit éppen ezért „Kun László” ragadványnéven ismerünk, rendszeresen kedvezett a kunoknak, a vitás ügyekben is többnyire az ő javukra ítélt. Ezt se a főurak nem nézték jó szemmel, se az egyház. III. Miklós pápa is felfigyelt a pogány kunokra, és 1279-ben Fülöp fermói püspököt küldte Magyarországra a „kunkérdés” rendezése, vagyis a kunok állandó letelepítése, megkeresztelése, keresztény életre térítése végett. A király vonakodott betartani a kérdés rendezésére írásba foglalt cikkelyeket, és a kunok többsége sem akarta elfogadni az úgynevezett kuntörvényeket, ezért a pápai követ kiközösítette a vele szembeforduló királyt. A helyzet rendezését nehezítette  az is, hogy a tartományurakkal (oligarchákkal) vívott küzdelmeiben a király leginkább a kunokra támaszkodhatott. Tudta azonban, hogy ha a kiközösítést nem vonják vissza, akkor az egyház, a bárók és a nemesek is ellene fordulnak. A királyban csalódott kunok egy része végül fellázadt, és fosztogatni kezdett a Tisza és a Maros vidékén.

## A csata
IV. László a Csanád vármegyei – máig nem azonosított – Hód-tó mellett aratott döntő győzelmet. Diadalát nagyrészt annak köszönhette, hogy a csata közben egy hirtelen zápor eláztatta és ezzel használhatatlanná tette a kunok íjait.
A fennmaradt források a csatában részt vettek között említették az Aba nemzetségbeli Amadé, az Ákos nembeli István nádor, a Borsa nemzetségbeli Tamás fia Roland, az Igmánd nemzetségbeli II. András, valamint a Miskolc nemzetségbeli Panyit fia László nevét is.

## Következmények
A csata után a kunok egy része behódolt, másik része elmenekült az országból.